# Видіння
Виді́ння (Ві́зія) — літературний жанр, поширений переважно у середньовічному письменстві: сюжет розбудовувався на пригодах «благодійного» персонажа, котрий переживає уві сні насправді «чудесну» подію.
Елементи видіння спостерігаються в античній (Платон, Плутарх), житійній літературі, у «Божественній комедії» Данте Аліг'єрі, у «Фаусті» Й.-В. Гете тощо Елементи видіння є у «Києво-Печерському патерику», в літературі бароко.
Проти них виступав Феофан Прокопович у своєму «Духовному регламенті». Однак художній прийом видіння глибоко закорінився у низовому бароко («Марко Пекельний»), власне, в українській літературі («Енеїда» І. Котляревського, «Вечори на хуторі біля Диканьки» Миколи Гоголя, «Сон», «Великий льох» Тараса Шевченка, «Сон» Панаса Мирного, «З глибини» М. Коцюбинського, «Попіл імперій» Юрія Клена, «Смерть Шевченка» Івана Драча, «Темна музика сосон» Валерія Шевчука та ін.).
Цікава в цьому аспекті збірка «Ротації» Б.-І. Антонича (1938), в якій поєднані національні традиції та досвід новітніх віянь європейського модернізму, передусім сюрреалізму.
Ясновидець в центрі твору.Видіння це своєрідне оповідання.анекдот, який має повчати,відвертати від гріха.